# Вільям Кертіс
Вільям Кертіс (англ. William Curtis; 1746–1799) — британський (англійський) ботанік та ентомолог.

## Біографія
Кертіс починав професійну діяльність як аптекар, перед тим як звернув увагу до ботаніки та іншої природної історії. У віці 25 років він опублікував Instructions for collecting and preserving insects; particularly moths and butterflies.
Кертіс працював демонстратором рослин в ботанічному саду Chelsea Physic Garden з 1771 до 1777 року. У в 1779 році він заснував свій власний Лондонський ботанічний сад у Ламбеті. Кертіс опублікував Flora Londinensis (6 томів, 1777—1798), новаторську роботу дослідження міської природи. Фінансовий успіх він не досяг, але у 1787 розпочав видавництво Curtis's Botanical Magazine. Журнал видається досі, будучи одним з найстаріших ботанічних журналів.
Рід Curtisia був названий на його честь.
Кертіс ознаменований на вітражі в церкві St. Mary's Church, Battersea, тому що багато з його зразків були зібрані з цього церковного двору.

## Праці Кертіса
- «Flora Londinensis[en]» (2 томи, 1777)(англ.)
- «Practical observations on the British grasses» (2 видання, 1790)(англ.).